# بليكسة سنغالية
بليكسة سنغالية (الاسم العلمي:Blyxa senegalensis) هي نوع من النباتات يتبع جنس البليكسة من الفصيلة الحب المائية.